# Ronde van Vlaanderen 1940
De 24ste editie van de Ronde van Vlaanderen werd verreden op 31 maart 1940 over een afstand van 211 km van Gent naar Wetteren. De gemiddelde uursnelheid van de winnaar was 34,970 km/h. Van de vertrekkers bereikten er 34 de aankomst.

## Hellingen
- Kwaremont
- Kruisberg
- Edelareberg

## Uitslag
| Rang | Renner                | Land   | Ploeg              | Tijd     |
| ---- | --------------------- | ------ | ------------------ | -------- |
| 1    | Achiel Buysse         | België | Dilecta-Wolber     | 6h02'00" |
| 2    | Georges Christiaens   | België | Helyett-Hutchinson | op 20'   |
| 3    | Briek Schotte         | België | Groene Leeuw       | z.t.     |
| 4    | Albert Hendrickx      | België | Labor              | op 1'15" |
| 5    | Jan Staeren           | België | Labor              | op 4'15" |
| 6    | Armand Gilles         | België | Alcyon-Dunlop      | op 4'30" |
| 7    | Albert Dubuisson      | België | Helyett-Hutchinson | op 4'35" |
| 8    | Petrus Van Teemsche   | België | geen               | z.t.     |
| 9    | Albert Van Wesemael   | België | geen               | z.t.     |
| 10   | Cyriel Van Overberghe | België | Pelissier          | z.t.     |

1913 · 
1914 · 
1915 · 
1916 · 
1917 · 
1918 · 
1919 · 
1920 · 
1921 · 
1922 · 
1923 · 
1924 · 
1925 · 
1926 · 
1927 · 
1928 · 
1929 · 
1930 · 
1931 · 
1932 · 
1933 · 
1934 · 
1935 · 
1936 · 
1937 · 
1938 · 
1939 · 
1940 · 
1941 · 
1942 · 
1943 · 
1944 · 
1945 · 
1946 · 
1947 · 
1948 · 
1949 · 
1950 · 
1951 · 
1952 · 
1953 · 
1954 · 
1955 · 
1956 · 
1957 · 
1958 · 
1959 · 
1960 · 
1961 · 
1962 · 
1963 · 
1964 · 
1965 · 
1966 · 
1967 · 
1968 · 
1969 · 
1970 · 
1971 · 
1972 · 
1973 · 
1974 · 
1975 · 
1976 · 
1977 · 
1978 · 
1979 · 
1980 · 
1981 · 
1982 · 
1983 · 
1984 · 
1985 · 
1986 · 
1987 · 
1988 · 
1989 · 
1990 · 
1991 · 
1992 · 
1993 · 
1994 · 
1995 · 
1996 · 
1997 · 
1998 · 
1999 · 
2000 · 
2001 · 
2002 · 
2003 · 
2004 · 
2005 · 
2006 · 
2007 · 
2008 · 
2009 · 
2010 · 
2011 · 
2012 · 
2013 · 
2014 · 
2015 · 
2016 · 
2017 · 
2018 · 
2019 · 
2020 · 
2021 · 
2022 · 
2023 · 
2024
Lijst van beklimmingen